# A Made Maggie
«A Made Maggie» (titulado «Una Maggie hecha» en Hispanoamérica y «Una Maggie resuelta» en España) es el décimo episodio de la trigésimatercera temporada de la serie de televisión de animación estadounidense Los Simpson, y el 716 en total. Se emitió en los Estados Unidos en Fox el 19 de diciembre de 2021. El episodio fue dirigido por Timothy Bailey y escrito por Elisabeth Kiernan Averick.
En este episodio, Homer y Marge eligen a Fat Tony para ser el padrino de Maggie, pero están preocupados por su influencia sobre ella. El episodio recibió críticas positivas.

## Trama
Después de gastar tiempo y dinero en un parque temático llamado El Mundo Sobrevalorado de Angélica Button, la familia Simpson regresa a casa, donde encuentran al abuelo sosteniendo a Bola de Nieve II en lugar de a Maggie en brazos. Por suerte, Ned Flanders llama a la puerta con ella. Cansada de la incompetencia del abuelo con Maggie, Marge lo despide como canguro. Durante una charla con Ned, Marge menciona que no la han bautizado. Ned tiene más de mil hijos de los que es padrino y declina su petición de ser el padrino de Maggie. Marge se atormenta ante la posibilidad de que Maggie vaya al infierno por no estar bautizada.
Marge obliga entonces a Homer a buscar un padrino para ella. Homer va primero a la Taberna de Moe donde encuentra a Lenny, Carl, Moe y Barney como candidatos no aptos. Cuando dos hombres dejan caer un piano sobre ellos, Fat Tony les salva, diciendo que la Virgen les ha salvado. Tony se ofrece a ser el padrino de Maggie, y Homer está demasiado asustado para negarse.
Al darle la noticia a Marge, ésta se enfada por la condición de Fat Tony como señor del crimen de Springfield, pero Tony colma a Maggie de regalos y parece realmente interesado en su bienestar.
En la Primera Iglesia de Springfield se celebra el bautizo y Selma es nombrada madrina de Maggie. Legs y Louie se convierten en sus niñeros mientras Maggie empieza a comportarse como una jefa. Johnny Tightlips y los demás mafiosos temen que Tony se esté ablandando y empiezan a conspirar contra él.
Marge se preocupa por la influencia de Tony sobre Maggie, pero Tony insiste en que va a dejar el negocio del crimen. Los otros mafiosos organizan un golpe contra Tony, que él aplasta violentamente. Al darse cuenta de que no es una buena influencia, renuncia a ser el padrino de Maggie.

## Recepción

### Audiencia
En su emisión original, el episodio fue visto por 3,90 millones de espectadores y fue el programa de mayor audiencia de Animation Domination esa noche.

### Respuesta de la crítica
Tony Sokol de Den of Geek concedió al episodio 5 de 5 estrellas y afirmó: «El guion, de Elisabeth Kiernan Averick, es matizado y está repleto tanto de chistes fáciles como de otros increíblemente originales. Me escapé de la cárcel para esto», dice un secuaz mientras entierra un pañal sucio. Y ese entierro es tan detallado, ejecutado y animado como los entierros de Tommy en Goodfellas. Cuando uno de los miembros de la banda tiene que ofuscar el ya de por sí críptico lenguaje del hampa porque hay un bebé presente, dice: «¿Qué tal si le damos un puñetazo en el cerebro y se queda dormido para siempre?», e incluso eso es demasiado para Tony, que exige saber: «¿Das el beso de la muerte con esa boca?» En serio, cada línea es genial, y los giros como «entrar en un negocio legítimo legítimo» son sublimes».
Marcus Gibson de Bubbleblabber dio al episodio un 7 sobre 10 afirmando: «En general, "A Made Maggie" es una oferta que vale la pena aceptar. Su comedia digna de risa y su trama divertida ayudan a proporcionar otro episodio tolerable que continúa la carrera consistente de la temporada. Aunque, sus problemas de canon que involucran al Gordo Tony resultan ser molestos para mí. Además, habría sido más apropiado si se hubiera estrenado antes, durante el estado de popularidad de El Padrino. En cualquier caso, es una forma adecuada de que Los Simpson concluyan 2021 con buena nota».